# Scamboneura nigrotergata
Scamboneura nigrotergata är en tvåvingeart som beskrevs av Alexander 1931. Scamboneura nigrotergata ingår i släktet Scamboneura och familjen storharkrankar. Inga underarter finns listade i Catalogue of Life.